# Llista de resolucions del Consell de Seguretat de les Nacions Unides 1301 a la 1400
Aquesta és una llista entre les resolucions 1301 a 1400 del Consell de Seguretat de les Nacions Unides aprovades entre el 31 de maig de 2000 i el 28 de març de 2002.
| Resolució      | Data                   | Votació                                                 | Assumpte |
| -------------- | ---------------------- | ------------------------------------------------------- | --- |
| Resolució 1301 | 31 de maig de 2000     | 12–1–2 (en contra: Namíbia; abstencions: Jamaica, Mali) | Estén el mandat de Missió de Nacions Unides pel Referèndum al Sàhara Occidental                                                      |
| Resolució 1302 | 8 de juny de 2000      | 15–0–0                                                  | Estén Programa Petroli per Aliments a l'Iraq                                                                                         |
| Resolució 1303 | 14 de juny de 2000     | 15–0–0                                                  | Estén el mandat de Força de les Nacions Unides pel Manteniment de la Pau a Xipre                                                     |
| Resolució 1304 | 16 de juny de 2000     | 15–0–0                                                  | Demanda de fi de les hostilitats en la Segona Guerra del Congo entre forces del Congo, Ruanda i Uganda                               |
| Resolució 1305 | 21 de juny de 2000     | 14–0–1 (abstenció: Rússia)                              | Estén el mandat de la Força d'Estabilització i Missió de les Nacions Unides a Bòsnia i Hercegovina                                   |
| Resolució 1306 | 5 de juliol de 2000    | 14–0–1 (abstenció: Mali)                                | Imposa sancions als diamants en brut de Sierra Leone                                                                                 |
| Resolució 1307 | 13 de juliol de 2000   | 15–0–0                                                  | Estén el mandat de la Missió d'Observadors de les Nacions Unides a Prevlaka                                                          |
| Resolució 1308 | 17 de juliol de 2000   | 15–0–0                                                  | Formació sobre problemes relacionats amb VIH/SIDA en les missions de manteniment de la pau                                           |
| Resolució 1309 | 25 de juliol de 2000   | 15–0–0                                                  | Estén el mandat de la Missió de Nacions Unides pel Referèndum al Sàhara Occidental                                                   |
| Resolució 1310 | 27 de juliol de 2000   | 15–0–0                                                  | Estén el mandat de la UNIFIL |
| Resolució 1311 | 28 de juliol de 2000   | 15–0–0                                                  | Estén el mandat de la Missió d'Observació de les Nacions Unides a Geòrgia                                                            |
| Resolució 1312 | 31 de juliol de 2000   | 15–0–0                                                  | Estableix la Missió de les Nacions Unides a Etiòpia i a Eritrea                                                                      |
| Resolució 1313 | 4 d'agost de 2000      | 15–0–0                                                  | Estén el mandat de la Missió de les Nacions Unides a Sierra Leone                                                                    |
| Resolució 1314 | 11 d'agost de 2000     | 15–0–0                                                  | Nens i conflicte armat |
| Resolució 1315 | 14 d'agost de 2000     | 15–0–0                                                  | Negociacions sobre l'establiment del Tribunal Especial per a Sierra Leone                                                            |
| Resolució 1316 | 23 d'agost de 2000     | 15–0–0                                                  | Estén el mandat de la Missió de les Nacions Unides a la República Democràtica del Congo                                              |
| Resolució 1317 | 5 de setembre de 2000  | 15–0–0                                                  | Estén el mandat de la Missió de les Nacions Unides a Sierra Leone                                                                    |
| Resolució 1318 | 7 de setembre de 2000  | 15–0–0                                                  | Declaració sobre el manteniment efectiu de la pau i la seguretat internacionals, especialment a l'Àfrica                             |
| Resolució 1319 | 8 de setembre de 2000  | 15–0–0                                                  | Crida a Indonèsia a garantir la seguretat dels refugiats i cos de les Nacions Unides a Timor Oriental                                |
| Resolució 1320 | 15 de setembre de 2000 | 15–0–0                                                  | Autoritza desplegament de tropes i observadors militars com a part de la Missió de les Nacions Unides a Etiòpia i a Eritrea          |
| Resolució 1321 | 20 de setembre de 2000 | 15–0–0                                                  | Estén el mandat de Missió de les Nacions Unides a Sierra Leone                                                                       |
| Resolució 1322 | 7 d'octubre de 2000    | 14–0–1 (abstenció: Estats Units)                        | Esdeveniments a Jerusalem i els territoris ocupats per Israel                                                                        |
| Resolució 1323 | 13 d'octubre de 2000   | 15–0–0                                                  | Estén el mandat de la Missió de les Nacions Unides a la República Democràtica del Congo                                              |
| Resolució 1324 | 30 d'octubre de 2000   | 15–0–0                                                  | Estén el mandat de la Missió de Nacions Unides pel Referèndum al Sàhara Occidental                                                   |
| Resolució 1325 | 31 d'octubre de 2000   | 15–0–0                                                  | Dones i pau i seguretat |
| Resolució 1326 | 31 d'octubre de 2000   | Aprovada sense votació                                  | Admissió de la República Federal de Iugoslàvia a les Nacions Unides                                                                  |
| Resolució 1327 | 13 de novembre de 2000 | 15–0–0                                                  | Implementació de l'informe del Panell d'Operacions de Pau de les Nacions Unides                                                      |
| Resolució 1328 | 27 de novembre de 2000 | 15–0–0                                                  | Estén el mandat de Força de les Nacions Unides d'Observació de la Separació                                                          |
| Resolució 1329 | 30 de novembre de 2000 | 15–0–0                                                  | Expandeix cambres d'apel·lació al Tribunal Penal Internacional per a l'antiga Iugoslàvia i Tribunal Penal Internacional per a Ruanda |
| Resolució 1330 | 5 de desembre de 2000  | 15–0–0                                                  | Estén el Programa Petroli per Aliments a l'Iraq                                                                                      |
| Resolució 1331 | 13 de desembre de 2000 | 15–0–0                                                  | Estén el mandat de la Força de les Nacions Unides pel Manteniment de la Pau a Xipre                                                  |
| Resolució 1332 | 14 de desembre de 2000 | 15–0–0                                                  | Estén el mandat de Missió de les Nacions Unides a la República Democràtica del Congo                                                 |
| Resolució 1333 | 19 de desembre de 2000 | 13–0–2 (abstencions: Xina, Malàisia)                    | Mecanisme de supervisió de sancions contra els talibans a Afganistan                                                                 |
| Resolució 1334 | 22 de desembre de 2000 | 15–0–0                                                  | Estén el mandat de Missió de les Nacions Unides a Sierra Leone                                                                       |
| Resolució 1335 | 12 de gener de 2001    | 15–0–0                                                  | Estén el mandat de Missió d'Observadors de les Nacions Unides a Prevlaka                                                             |
| Resolució 1336 | 23 de gener de 2001    | 15–0–0                                                  | Estén mecanisme de supervisió per sancions contra UNITA a Angola                                                                     |
| Resolució 1337 | 30 de gener de 2001    | 15–0–0                                                  | Estén el mandat de la UNIFIL |
| Resolució 1338 | 31 de gener de 2001    | 15–0–0                                                  | Estén el mandat de l'Administració de Transició de les Nacions Unides per Timor Oriental                                             |
| Resolució 1339 | 31 de gener de 2001    | 15–0–0                                                  | Estén el mandat de Missió d'Observació de les Nacions Unides a Geòrgia                                                               |
| Resolució 1340 | 8 de febrer de 2001    | 15–0–0                                                  | Nomenament de jutges al Tribunal Penal Internacional per a l'antiga Iugoslàvia                                                       |
| Resolució 1341 | 22 de febrer de 2001   | 15–0–0                                                  | Exigeix plans de retirada a la República Democràtica del Congo                                                                       |
| Resolució 1342 | 27 de febrer de 2001   | 15–0–0                                                  | Estén el mandat de Missió de Nacions Unides pel Referèndum al Sàhara Occidental                                                      |
| Resolució 1343 | 7 de març de 2001      | 15–0–0                                                  | Sancions a Libèria per donar suport als rebels de Sierra Leone                                                                       |
| Resolució 1344 | 15 de març de 2001     | 15–0–0                                                  | Estén el mandat de Missió de les Nacions Unides a Etiòpia i a Eritrea                                                                |
| Resolució 1345 | 21 de març de 2001     | 15–0–0                                                  | Condemna violència extremista i activitats terroristes a Macedònia, sud de Sèrbia                                                    |
| Resolució 1346 | 30 de març de 2001     | 15–0–0                                                  | Estén el mandat de Missió de les Nacions Unides a Sierra Leone                                                                       |
| Resolució 1347 | 30 de març de 2001     | 15–0–0                                                  | Nomenament de jutges al Tribunal Penal Internacional per a Ruanda                                                                    |
| Resolució 1348 | 19 d'abril de 2001     | 15–0–0                                                  | Estén mecanisme de supervisió per sancions contra UNITA a Angola                                                                     |
| Resolució 1349 | 27 d'abril de 2001     | 15–0–0                                                  | Estén el mandat de Missió de Nacions Unides pel Referèndum al Sàhara Occidental                                                      |
| Resolució 1350 | 27 d'abril de 2001     | 15–0–0                                                  | Nomenament de jutges al Tribunal Penal Internacional per a l'antiga Iugoslàvia                                                       |
| Resolució 1351 | 30 de maig de 2001     | 15–0–0                                                  | Estén el mandat de Força de les Nacions Unides d'Observació de la Separació                                                          |
| Resolució 1352 | 1 de juny de 2001      | 15–0–0                                                  | Estén el mandat de Programa Petroli per Aliments a l'Iraq                                                                            |
| Resolució 1353 | 13 de juny de 2001     | 15–0–0                                                  | Reforçar la cooperació amb països que aporten contingents a les missions de manteniment de la pau                                    |
| Resolució 1354 | 15 de juny de 2001     | 15–0–0                                                  | Estén el mandat de Força de les Nacions Unides pel Manteniment de la Pau a Xipre                                                     |
| Resolució 1355 | 15 de juny de 2001     | 15–0–0                                                  | Estén el mandat de la Missió de les Nacions Unides a la República Democràtica del Congo; Segona Guerra del Congo                     |
| Resolució 1356 | 19 de juny de 2001     | 15–0–0                                                  | Exempcions sota l'embargament d'armes a Somàlia                                                                                      |
| Resolució 1357 | 21 de juny de 2001     | 15–0–0                                                  | Estén el mandat de la Força d'Estabilització i Missió de les Nacions Unides a Bòsnia i Hercegovina                                   |
| Resolució 1358 | 27 de juny de 2001     | Aprovada per aclamació                                  | Recomana Kofi Annan com a Secretari General de les Nacions Unides per un segon mandat                                                |
| Resolució 1359 | 29 de juny de 2001     | 15–0–0                                                  | Estén el mandat de Missió de Nacions Unides pel Referèndum al Sàhara Occidental                                                      |
| Resolució 1360 | 3 de juliol de 2001    | 15–0–0                                                  | Estén Programa Petroli per Aliments a l'Iraq                                                                                         |
| Resolució 1361 | 5 de juliol de 2001    | Aprovada sense votació                                  | Vacant i elecció en la Cort Internacional de Justícia                                                                                |
| Resolució 1362 | 11 de juliol de 2001   | 15–0–0                                                  | Estén el mandat de la Missió d'Observadors de les Nacions Unides a Prevlaka                                                          |
| Resolució 1363 | 30 de juliol de 2001   | 15–0–0                                                  | Estableix mecanisme de supervisió per sancions contra els talibans a Afganistan                                                      |
| Resolució 1364 | 31 de juliol de 2001   | 15–0–0                                                  | Estén el mandat de la Missió d'Observació de les Nacions Unides a Geòrgia                                                            |
| Resolució 1365 | 31 de juliol de 2001   | 15–0–0                                                  | Estén el mandat de la UNIFIL |
| Resolució 1366 | 30 d'agost de 2001     | 15–0–0                                                  | Inclusió de components de desarmament, desmobilització i reintegració en operacions de manteniment de la pau                         |
| Resolució 1367 | 10 de setembre de 2001 | 15–0–0                                                  | Acaba sancions contra la República Federal de Iugoslàvia                                                                             |
| Resolució 1368 | 12 de setembre de 2001 | 15–0–0                                                  | Condemna els atemptats de l'11 de setembre de 2001 als Estats Units                                                                  |
| Resolució 1369 | 14 de setembre de 2001 | 15–0–0                                                  | Estén el mandat de Missió de les Nacions Unides a Etiòpia i a Eritrea                                                                |
| Resolució 1370 | 18 de setembre de 2001 | 15–0–0                                                  | Estén el mandat de Missió de les Nacions Unides a Sierra Leone                                                                       |
| Resolució 1371 | 26 de setembre de 2001 | 15–0–0                                                  | Crida per la implementació completa de la resolució 1345 a Macedònia                                                                 |
| Resolució 1372 | 28 de setembre de 2001 | 14–0–1 (abstenció: Estats Units)                        | Acaba sancions contra Sudan |
| Resolució 1373 | 28 de setembre de 2001 | 15–0–0                                                  | Antiterrorisme |
| Resolució 1374 | 19 d'octubre de 2001   | 15–0–0                                                  | Estén mecanisme de supervisió per sancions contra UNITA a Angola                                                                     |
| Resolució 1375 | 29 d'octubre de 2001   | 15–0–0                                                  | Estableix presència de seguretat multinacional interina a Burundi                                                                    |
| Resolució 1376 | 9 de novembre de 2001  | 15–0–0                                                  | Inici de la tercera fase de desplegament de la Missió de les Nacions Unides a la República Democràtica del Congo                     |
| Resolució 1377 | 12 de novembre de 2001 | 15–0–0                                                  | Declaració d'esforços globals per combatre el terrorisme                                                                             |
| Resolució 1378 | 14 de novembre de 2001 | 15–0–0                                                  | Expressa el seu suport a l'establiment d'una administració de transició a l'Afganistan                                               |
| Resolució 1379 | 20 de novembre de 2001 | 15–0–0                                                  | Nens i conflicte armat |
| Resolució 1380 | 27 de novembre de 2001 | 15–0–0                                                  | Estén el mandat de Missió de Nacions Unides pel Referèndum al Sàhara Occidental                                                      |
| Resolució 1381 | 27 de novembre de 2001 | 15–0–0                                                  | Estén el mandat de Força de les Nacions Unides d'Observació de la Separació                                                          |
| Resolució 1382 | 29 de novembre de 2001 | 15–0–0                                                  | Estén Programa Petroli per Aliments a l'Iraq                                                                                         |
| Resolució 1383 | 6 de desembre de 2001  | 15–0–0                                                  | Adopció de l'acord de Bonn a Afganistan                                                                                              |
| Resolució 1384 | 14 de desembre de 2001 | 15–0–0                                                  | Estén el mandat de Força de les Nacions Unides pel Manteniment de la Pau a Xipre                                                     |
| Resolució 1385 | 19 de desembre de 2001 | 15–0–0                                                  | Estén sancions contra comerç dels diamants de sang a Sierra Leone                                                                    |
| Resolució 1386 | 20 de desembre de 2001 | 15–0–0                                                  | Estableix Força Internacional d'Assistència i de Seguretat a Afganistan                                                              |
| Resolució 1387 | 15 de gener de 2002    | 15–0–0                                                  | Estén el mandat de Missió d'Observadors de les Nacions Unides a Prevlaka                                                             |
| Resolució 1388 | 15 de gener de 2002    | 15–0–0                                                  | Elimina sancions contra Ariana Afghan Airlines                                                                                       |
| Resolució 1389 | 16 de gener de 2002    | 15–0–0                                                  | Addició de tasques relacionades amb les eleccions al mandat de la Missió de les Nacions Unides a Sierra Leone                        |
| Resolució 1390 | 16 de gener de 2002    | 15–0–0                                                  | Continuació de les sancions contra els talibans i Al-Qaeda                                                                           |
| Resolució 1391 | 28 de gener de 2002    | 15–0–0                                                  | Renova el mandat de la UNIFIL |
| Resolució 1392 | 31 de gener de 2002    | 15–0–0                                                  | Estén el mandat de Administració de Transició de les Nacions Unides per Timor Oriental                                               |
| Resolució 1393 | 31 de gener de 2002    | 15–0–0                                                  | Estén el mandat de Missió d'Observació de les Nacions Unides a Geòrgia                                                               |
| Resolució 1394 | 27 de febrer de 2002   | 15–0–0                                                  | Estén el mandat de Missió de Nacions Unides pel Referèndum al Sàhara Occidental                                                      |
| Resolució 1395 | 27 de febrer de 2002   | 15–0–0                                                  | Restableix el Grup d'experts per controlar les sancions contra Libèria imposades a la resolució 1343                                 |
| Resolució 1396 | 5 de març de 2002      | 15–0–0                                                  | Dona la benvinguda a la decisió de la Unió Europea d'establir Missió Policial de la Unió Europea a Bòsnia i Hercegovina              |
| Resolució 1397 | 12 de març de 2002     | 14–0–1 (abstenció: Síria)                               | Crida pel fi d'hostilitats per la Segona Intifada; solució de dos estats                                                             |
| Resolució 1398 | 15 de març de 2002     | 15–0–0                                                  | Estén el mandat de Missió de les Nacions Unides a Etiòpia i a Eritrea                                                                |
| Resolució 1399 | 19 de març de 2002     | 15–0–0                                                  | Condemna activitats del Reagrupament Congolès per la Democràcia a la República Democràtica del Congo                                 |
| Resolució 1400 | 28 de març de 2002     | 15–0–0                                                  | Estén el mandat de Missió de les Nacions Unides a Sierra Leone                                                                       |